# Königreich Kongo

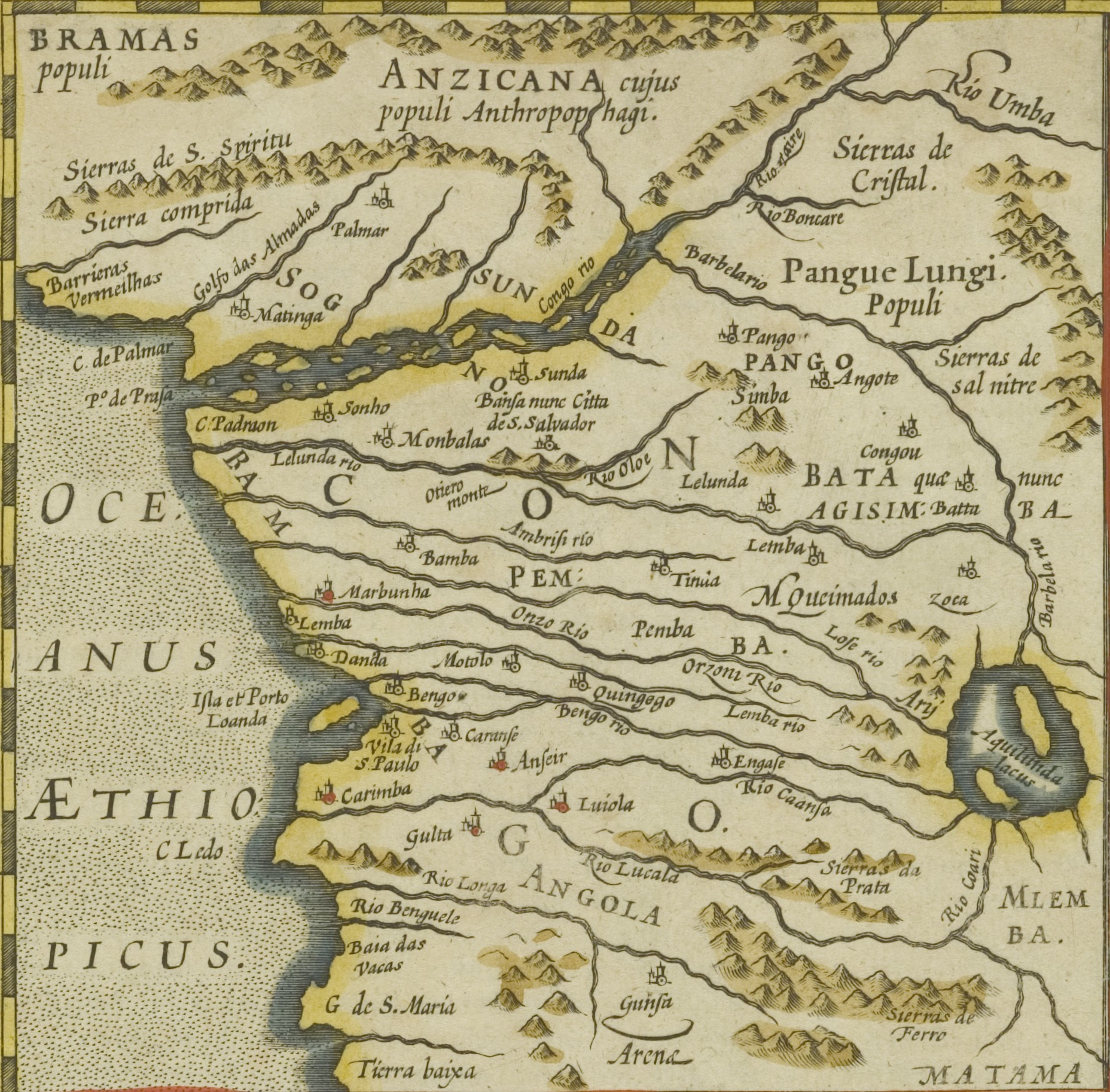
Historische Karte des Kongo (um 1623)

Das Königreich Kongo (auf Kikongo: Kongo dya Ntotila oder Wene wa Kongo) war ein Bantureich in Zentralafrika vom 14. bis ins 18. Jahrhundert.
Es erstreckte sich zur Zeit der Kontaktaufnahme mit den Portugiesen mit rund 300.000 km² über Teile der heutigen Staaten Angola (drei Viertel des Gebiets), Demokratische Republik Kongo (ein Viertel) sowie Republik Kongo (etwa 1 %). Das Königreich Kongo war, neben dem Königreich Lunda, das bedeutendste zentralafrikanische Staatswesen seiner Zeit.

## Staatliche Organisation

### Administrative Gliederung
Das Reich war anfangs in die Ebenen Provinz, Distrikt und Dorf gegliedert und in die sechs Provinzen Mpemba, Nsundi, Mpangu, Mbata, Mbamba und Soyo unterteilt. Mit der vertraglichen Einbindung der Staaten Kakongo, Loango und Ngoyo entstand später eine Föderation aus vier Teilstaaten, nur der Teilstaat Kongo unterstand dabei weiter unmittelbar dem Mani Kongo, die weitere Gliederung blieb unverändert.
Grundlage der administrativen Gliederung war das Dorf, dessen Führung erblich und matrilokal organisiert war. Die Führungsebene des Dorfes führte keinen formalen Titel und zählte daher nicht zur Aristokratie des Reichs. Die Distrikte als die den Dörfern übergeordnete Ebene wurden jeweils geführt von einem Beamten, der entweder vom Statthalter der Provinz oder dem Mani Kongo selbst eingesetzt wurde und jederzeit wieder abberufen werden konnte. Neben administrativen Aufgaben waren diese Beamten auch als Richter der Distrikte tätig. Einige Distrikte, zum Beispiel der im Süden gelegene Distrikt Wembo, waren direkt dem Mani Kongo unterstellt, die meisten jedoch waren in eine der sechs Provinzen integriert. Vom Mani Kongo wurden die Beamten der Provinzen ernannt, die meist auch seine Berater waren. Darüber hinaus erfüllten sie auf Provinzebene prinzipiell dieselben Aufgaben wie die Distriktsbeamten.

### Monarchie
Der Mani Kongo wurde ursprünglich aus den Nachfahren des Gründervaters Ntinu Wene und ab 1540 aus jenen von Afonso I. von einem Komitee aus neun bis zwölf Wahlmännern (unter ihnen der Mani Soyo, der Mani Mbata sowie der Mani Kabunga, der ein Vetorecht besaß) mit einigen wenigen Ausnahmen entweder aus dem Kimpanzu- oder Kimulazu-Clan heraus gewählt. Die Thronanwärter begannen bereits Jahre im Voraus ein Unterstützernetzwerk aufzubauen, die jeweils stärkste Fraktion wurde zumeist vom Wahlkomitee bestätigt. Die Unterstützer des neuen Mani Kongo wurden anschließend mit Ämtern auf Provinz- oder Distriktsebene belohnt. Dem Mani Kongo beigesellt war der zwölfköpfige Rat Ne Mbanda, der bei wichtigen Entscheidungen wie zum Beispiel bei der Einsetzung von Beamten, der Erklärung von Kriegen sowie der Öffnung und Schließung von Straßen ein Vetorecht besaß. Ab 1512 wurde diesen auch noch ein portugiesischer Ratgeber beigestellt, nach 1568 rückte der königliche Beichtvater an dessen Stelle.
Der Mani Kongo saß auf einem Thron aus Holz und Elfenbein, Insignien seiner Macht waren eine Peitsche aus dem Schweif eines Zebras, ein mit Fellen und Tierköpfen behängter Gurt sowie eine kleine Mütze. Seine Untertanen mussten sich ihm auf allen vieren nähern und durften ihm weder beim Essen noch beim Trinken zusehen, taten sie es doch, drohte ihnen die Todesstrafe.

### Sozial- und Rechtsstruktur
Alle Beamten von der Distriktsebene an trugen den Titel Mani (bzw. im Norden des Reichs Ne), gefolgt vom Namen des Distrikts oder der Provinz, für die sie zuständig waren, also zum Beispiel Mani Wembo, Mani Mpemba und eben Mani Kongo (zuständig für das Reich). Gemeinsam mit den Funktionsträgern am Hof, die ebenfalls den Titel Mani trugen, ergänzt um eine Bezeichnung ihrer Funktion, bildeten die Manis die Adelsklasse. Sie besaßen als einzige das Privileg, Eisen zu schmieden, da der Staatsgründer Wene ein Schmied gewesen war.
Neben den Adligen und den „normalen“ Bürgern gab es auch Sklaven, durch Kriegsgefangenschaft, Verschuldung, Bestrafung oder als familiäre Mitgiftzahlung. Ähnlich wie im antiken Rom oder Griechenland konnten die Sklaven hier ihre Freiheit wiedergewinnen oder sich mit Freien verheiraten. Dies steht im Gegensatz zur späteren Sklavenpolitik der Europäer. Die meisten Richterpositionen waren Teil der Ämter der Manis, von Distrikts- bis auf Reichsebene. Oberster Richter und Spezialist für Ehebruchsfälle war der am königlichen Hof ansässige Mani Vangu Vangu.
Die Oberschicht war im 17. Jahrhundert, anders als die einfache Bevölkerung, stark europäisiert.:190

### Militär
Von einer königlichen Leibwache abgesehen, existierte im Kongo ursprünglich kein stehendes Heer. Im Bedarfsfall wurde ein Volksheer zusammengerufen. Der Organisationsgrad dieses unausgebildeten Heeres war gering, zwar gab es militärische Titelträger (Tendala, Ngolambolo), aber kein detailliertes Wissen über Strategien oder Taktik. Kriege wurden durch einzelne Schlachten entschieden, da es kein Versorgungswesen gab, das Armeen über längere Zeit hätte versorgen können. 1575 wurden zwei stehende, mit Arkebusen ausgerüstete militärische Formationen ins Leben gerufen. Eine diente als neue Leibgarde des Königs, eine weitere war beim Mani Mbata stationiert. Zu dieser Zeit kam es auch zu taktischen Weiterentwicklungen.
Im 17. Jahrhundert gab es ein stehendes Heer von 5.000 Soldaten, darunter 500 Musketiere.:189

## Wirtschaft

### Finanzen
Die Einnahmen des Staates bestanden zum großen Teil aus Steuern sowie zu leistenden Arbeitsdiensten (ähnlich der europäischen Fron). Auch Tribute in Sachform (Raffiagewebe, Elfenbein, Hirse, Sklaven), Zölle und Geldstrafen flossen dem Staat zu. Das gesamte Staatseinkommen überwachte ein Gremium namens Mfutila gemeinsam mit dem Mani Mpanza und dem Mani Samba, verwandt wurde es größtenteils zur Alimentierung des königlichen Hofes, aber auch kleinerer Höfe der Manis auf Provinz- und Distriktsebene.
Steuern wurden einmal im Jahr in ritueller Form bezahlt, seit 1506 beim Fest zu Ehren Jakobus des Älteren am 25. Juli. Die Übergabezeremonie fand vor dem Palast des Mani Kongo statt. Dabei traten die Manis der Distrikte und Provinzen einzeln vor, übergaben die Steuern und erneuerten ihren Treueeid für ein weiteres Jahr. Je nach seiner Zufriedenheit bestätigte der Mani Kongo sie für ein weiteres Jahr oder enthob sie ihres Amtes.
Eine einzigartige Besonderheit war die vollständige Kontrolle der Geldwährung durch den Mani Kongo. An der vor der Küste vor Luanda gelegenen Insel fanden sich Muscheln, deren Schalen (Nzimbu) als Geld verwendet wurden. Die Insel gehörte dem Mani Kongo und die Muschelfischerei in ihren Gewässern war sein Privileg. Die sich dadurch ergebenden Möglichkeiten einer konsistenten Fiskalpolitik blieben allerdings ungenutzt, die Währung war ständig inflationär.

### Volkswirtschaft und Handel
Wie in den meisten zentralafrikanischen Savannenstaaten stützte sich die Agrarwirtschaft auch im Kongo auf einen mit Brandrodung einhergehenden Wanderfeldbau, ineffizient und nur für die Subsistenzwirtschaft tauglich. Angebaut wurden Bohnen, Sorghum, Hirsen, Augenbohnen sowie andere klassische afrikanische Gemüse, ab dem 16. Jahrhundert auch zunehmend aus Südamerika oder Asien eingeführte Feldfrüchte wie Maniok, Mais, Erdnüsse, Süßkartoffeln, Yams oder Bananen, vereinzelt auch Zuckerrohr. Zur Gewinnung textiler Rohstoffe wurden Raphiapalmen kultiviert. Neben der Bearbeitung von Eisen wurde auch Kupfer verarbeitet. Die Gewinnung von Eisen ist seit dem 4. Jahrhundert vor Christus nachgewiesen.:50
Als Haustiere waren Hühner, Ziegen und Hunde verbreitet, seit dem 18. Jahrhundert auch Schweine und Enten. Ebenfalls verbreitet waren zwar Schafe, diese unterlagen aber häufig Tabus. Nur vereinzelt finden sich Rinder, meist im Besitz von Manis. Märkte fanden an turnusmäßig wechselnden Orten statt. Es gab keine professionellen Händler; die Produzenten boten ihre Überschüsse selbst an.
Seit dem 14. und 15. Jahrhundert stellte insbesondere der Handel zwischen der Küste und dem Landesinneren eine der Grundlagen der Wirtschaft des Reiches dar.:109

### Kalender
Wie in vielen Regionen West- und Zentralafrikas galt auch im Kongoreich ein auf der Vier-Tage-Woche basierender Kalender. Dabei galt: 1 Woche umfasste 4 Tage, der Monat 7 Wochen und das Jahr zählte 13 Monate plus 1 Tag. Mit der Übernahme des Christentums verdrängte der christliche Kalender zunehmend den Gebrauch dieses Kalenders.

## Religion
Die ursprünglichen religiösen Vorstellungen der Bevölkerung des Kongoreichs teilen ihre Grundlagen zwar mit denen der umliegenden Völker, haben aber einige besondere Merkmale aufzuweisen. Wie überall in den Savannenstaaten Zentralafrikas gab es einen Schöpfergott. Dieser galt als spirituelle Figur für jedes Individuum als direkt ansprechbar, im Unterschied zu den Naturgeistern (nur nördlich des Kongoflusses verehrt) und Fetischen (ein hingegen nur südlich des Kongoflusses anzutreffender Glaube), die nur für Älteste oder Priester erreichbar waren. Ebenfalls fand sich im Kongo wie überall im westlichen Zentralafrika der Glaube an Hexerei und Zauberei. Fast nur im Kongo hingegen war als Besonderheit der Ahnenkult verbreitet, sonst in diesem Kulturkreis eher selten anzutreffen.

## Geschichte

### Reichsgründung
Das Kongoreich entstand um 1400. Gründungsvater war angeblich Ntinu Wene, traditionell auch Nimi a Lukeni genannt, der das Herrschaftsgebiet seines Vaters, um Bungu, nah der heutigen Stadt Boma, verlassen habe.
Den Beginn der Reichsgründung stellte seine Eroberung des von Ambundu- und Ambwelavölkern besiedelten Kongoplateaus um die spätere Hauptstadt M'banza-Kongo dar. Durch die Heirat Wenes mit einer Frau aus dem Nsaku Vunda-Clan (der die spirituellen Rechte am Land besaß) und die rituelle Anerkennung durch den Mani Kabunga, der als Kitomi (Erdpriester) das Recht am Land verwaltete, festigte Wene seine Stellung und nahm den Herrschertitel Mani Kongo bzw. Ne Kongo an.
Von dieser Basis aus unterwarf Wene in schneller Folge die späteren Provinzen Mpemba, Nsundi, Mbamba und Soyo, auch zwei im Osten am Inkisi gelegene Königreiche wurden vereinnahmt, Mpangu durch einen Feldzug des Statthalters von Nsundi und Mbata durch freiwillige Unterwerfung des Mani Mbata, der dadurch als Statthalter im Amt blieb (auch blieb sein Amt erblich). Die zu dieser Zeit unabhängigen Königreiche Kakongo, Loango und Ngoyo band er vertraglich in das Reich ein. In seinem zweiten eroberten Gebiet, der Provinz Mpemba, gründete Wene an der heutigen Grenze zur DR Kongo in Angola die Siedlung M'banza-Kongo (zu deutsch „Königshof Kongo“, in der Kolonialzeit umbenannt in São Salvador). Für den Rest seiner Geschichte blieb es Hauptstadt des Reichs.

### Der Kontakt mit Portugal

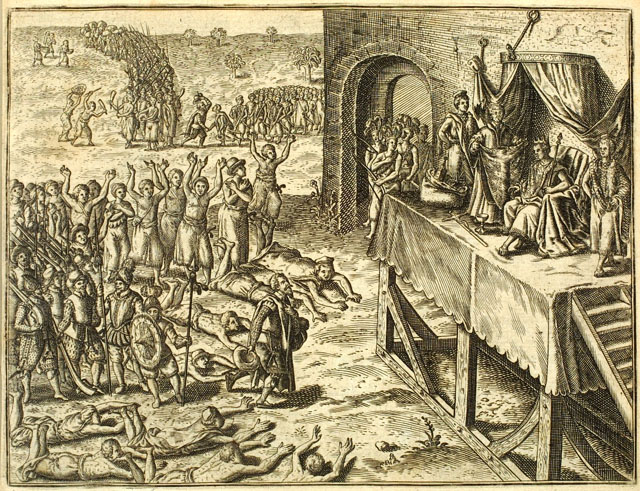
Der Mani-Kongo João I. gewährt 1482 portugiesischen Seefahrern und Emissären um Diogo Cão eine Audienz. Radierung von Johann Theodor de Bry im Buch Índias Orientais, 1597.

Eine nach dem ersten Erreichen der Kongo-Mündung 1482 durch Diogo Cão entsandte portugiesische Expedition führte 1489 zum ersten europäischen Kontakt mit dem König in M'banza-Kongo. Der amtierende Mani-Kongo Nzinga, Sohn des Nkuwu, entsandte im Gegenzug einen Emissär nach Portugal, ließ sich bereits 1491 als João I. taufen (fiel allerdings 1493 oder 1494 bereits wieder von dem neuen Glauben ab) und erhielt im Gegenzug militärische Hilfe der Portugiesen, die seine regionale Vormachtstellung konsolidieren half.
Nach dem Tod Nzinga á Nkuwus gab es einen Machtkampf zwischen dem christlichen Mwemba und seinem traditionell-religiösen Bruder Mpanzu, der das Wahlergebnis nicht akzeptierte. In der „Schlacht von M'banza Kongo“ konnte sich Mwemba gegen seinen Bruder durchsetzen, der Legende nach allerdings nur mit dem „Beistand Gottes“ in Form von bewaffneten Reitern, die vom Himmel herab erschienen. Als Dom Afonso I. übernahm Mwemba 1506 die Herrschaft über den Kongo.

### Afonso I. und das Regimento Manuels
Afonso I. war um 1456 geboren worden und herrschte 37 Jahre lang über den Kongo, länger als jeder andere Herrscher vor oder nach ihm. Er betrieb als ein frommer christlicher Herrscher eine Politik selektiver Modernisierung in enger Anlehnung an Portugal. Er verstand die europäischen Großmächte als christliche Bruderstaaten, begann mit dem Aufbau eines einheimischen Klerus, entsandte Studenten nach Europa und versuchte europäische Handwerker und Akademiker in den Kongo zu holen. Seine Hoffnung war, durch eine forcierte Christianisierung und Kooperation von den Portugiesen und seinem königlichen Standesgenossen Manuel dauerhaft als gleichwertig anerkannt zu werden, eine Strategie, die anfangs erfolgreich war. Portugal erkannte den Mani-Kongo (im Gegensatz zu allen anderen europäischen Königshäusern) als König an, wenn auch (aus formalen Gründen) nicht als „Hoheit“.
1512 kam es zum so genannten „Regimento“ Manuels, einer Anweisung an seinen Botschafter, die den Absichten Afonsos entgegenkam. Es sah vor, dass die Portugiesen dem Mani-Kongo bei der Organisation seines Reiches beiseite stehen sollten, inklusive des Aufbaus eines Rechtssystems nach europäischem Muster sowie eines Heeres. Auch missionarisches Engagement, die Unterstützung beim Bau von Kirchen sowie die Unterrichtung des Hofes in portugiesischer Etikette waren geplant, im Gegenzug sollte der Kongo die portugiesischen Schiffe mit wertvoller Fracht füllen, im Schreiben Manuels mit konkreter Forderung:

„Diese Expedition hat uns viel gekostet, es wäre falsch sie mit leeren Händen zurück nach Hause zu schicken. Obgleich es unser zuvörderster Wunsch ist, Gott zu dienen und den Mani-Kongo des Kongo zu erfreuen, solltet Ihr nichtsdestoweniger ihm in unserem Namen deutlich machen, was er zu tun habe, um die Schiffe zu füllen, sei es mit Sklaven, Kupfer oder Elfenbein.“

Immer wieder aber musste sich Afonso schon kurz nach seiner Inthronisation enttäuscht sehen. Vor allem das von ihm als gierig und „schamlos“ empfundene Verhalten der Missionare und der von den Portugiesen organisierte Sklavenhandel, der keinen Unterschied mehr zwischen „normalen“ Sklaven, Freien oder sogar Adligen machten, führte dazu, dass er mehrfach Briefe an den portugiesischen König und selbst Emissäre in den Vatikan entsandte, um des Problems Herr zu werden.
Dort aber fand er kein Gehör und schränkte 1526 die Macht Portugals ein, indem er die Portugiesen des Landes verwies, eine Aufforderung, der zwar Missionare und Offizielle nachkamen, nicht aber die Sklavenhändler. In jener Zeit exportierte das Königreich 2000–3000 Sklaven pro Jahr:109, was natürlich auch für das Königtum und zahlreiche Mittelsmänner materielle Vorteile mit sich brachte. Während Portugal als Reaktion seine Interessen auf das Gebiet südlich des Kongoreiches verlagerte – durch die Gründung der befestigten Handelsstadt Luanda im Jahre 1575, die Besetzung des unmittelbaren Hinterlands, die Aufnahme von Beziehungen zu den Königreichen Matamba und Ndongo – verfiel der Kongo allmählich, da er wirtschaftlich und strukturell längst von Portugal abhängig geworden war.

### Zerfall und Zerschlagung des Reiches

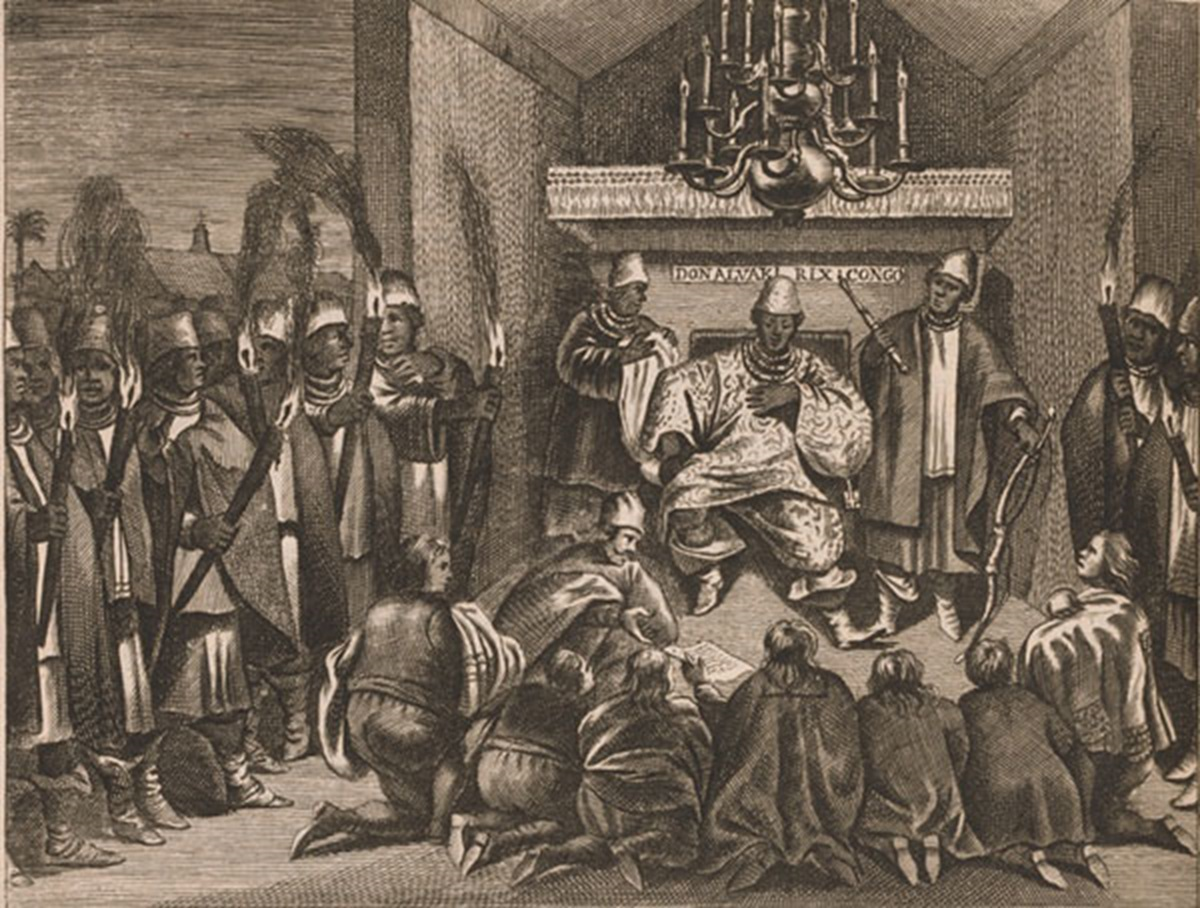
König Garcia II. von Kongo empfängt niederländische Gesandte, die vor ihm knien. Radierung aus dem Buch Olfert Dapper: Naukeurige Beschrijvinge, 1668

Nach Afonsos Tod 1543 sollte ihm eigentlich Pedro I. nachfolgen, der aber von Afonsos Enkel, Diogo I., in einer unmittelbar folgenden Auseinandersetzung um die Thronfolge entmachtet wurde. Obwohl ursprünglich eher portugal-feindlich eingestellt, lud Diogo 1546 wieder Missionare ins Land.
Ein Angriff 1569 durch die Jaga, entweder ein Volk aus dem heutigen Tansania oder eventuell eine Allianz aufständischer Bauern und einer äußeren Macht, konnte das im Inneren instabil gewordene Reich nicht allein standhalten. Diesen Jaga gelang es, die Hauptstadt einzunehmen, nur mit portugiesischer Hilfe konnte der Herrscherklan unter Álvaro I. sie wieder entsetzen.:190
Aber diese Befreiung war ein Pyrrhussieg; Álvaro musste sich in den Vasallendienst Portugals begeben und der Kongo wurde tributpflichtig. Auch formal endete mit diesem Schritt die Gleichberechtigung und Gleichwertigkeit der beiden Königreiche. Álvaros verzweifelter Akt stabilisierte den Kongo im Inneren zwar und anschließend versuchte er, sich wieder aus der Umklammerung durch Portugal zu lösen. Dies misslang aber, und so machte Álvaro I. letztendlich den Weg für Portugal frei, um aus dem Kongo einen Umschlagplatz für den expandierenden Sklavenhandel zu machen. Dieser führte zur Entvölkerung ganzer Landstriche und ließ das Kongoreich allmählich zerfallen, insbesondere nach dem Tod Álvaro II. im Jahre 1614, als Álvaro III. der ausbrechenden Bürgerkriege, Aufstände und Rebellionen nicht Herr zu werden vermochte, zumal er und seine Nachfolger sich in einem Geflecht zwischen Portugal, der neuen Macht Spanien und den sich ihre Selbstständigkeit erkämpfenden Holländern bewegen mussten.
Erst Garcia II. (Garcia II Nkanga a Lukeni a Nzenze a Ntumba, auch Garcia Afonso) versuchte sich von 1641 bis 1661, in einer Allianz mit den Niederlanden, gegen den immer maßloser werdenden Sklavenhandel und die portugiesische Vorherrschaft zu stellen. 1665 provozierten die Portugiesen António I., bis er alle mit Portugal abgeschlossenen Verträge für ungültig erklärte und die Rückgabe aller von Portugal annektierten Gebiete forderte. Das Ziel der portugiesischen Provokationen war es, Zugang zu den Kupfervorkommen zu erhalten.:109
In der folgenden Schlacht von Ambuila (Ambwila) besiegte eine portugiesische Armee 1665 das kongolesische Heer. Diese Niederlage sollte den endgültigen Untergang des Kongo-Reiches einleiten. António wurde ebenso enthauptet wie zahlreiche seiner Höflinge (darunter der Hofpriester und Schriftsteller Manuel Roboredo). Portugal ergriff die endgültige Kontrolle über das Land, das aufgrund des Fehlens einer Zentralinstanz in seine Einzelprovinzen zerfiel, von denen die nördlichen immer weniger im Kontakt zu den übrigen hielten.
Dona Beatriz Kimpa Vita versuchte zu Beginn des 18. Jahrhunderts, das Reich wiederzubeleben. Dazu bediente sie sich einer Synthese aus christlichen und einheimischen religiösen Motiven und behauptete, sie sei eine Wiedergängerin des heiligen Antonius. Ihre ländliche Anhängerschaft verhalf ihr zwar zur vorübergehenden Einsetzung als Herrscherin in São Salvador, 1706 aber wurde sie auf dem Scheiterhaufen verbrannt.:190
Ab 1718 lockerte sich auch der Zusammenhalt innerhalb der verbliebenen Provinzen, in denen die kleinere Einheiten („Häuptlingstümer“) die Funktion der Selbstregulierung übernahmen. Das Kongoreich in seiner ursprünglichen Form hatte nach etwas über 300 Jahren aufgehört zu bestehen, wurde allerdings weiterhin als existent betrachtet.
Seit dem Wiedererscheinen eines Königs im Jahre 1793 existierte das Amt jedoch als ethnische und kulturelle Institution weiter bis in die Gegenwart. Seit 1962 ist zwar kein Amtsinhaber mehr vom Staat bestätigt worden, anscheinend ist aber Dona Isabel Maria da Gama, Witwe von António III., derzeit die amtierende Regentin; sie wäre zugleich die erste weibliche Amtsinhaberin. Manche Quellen berichten jedoch von einem Ende ihrer Herrschaft im Jahre 1975.
Das Königreich Kongo gab zwei modernen Staaten ihren Namen: der Republik Kongo und der Demokratischen Republik Kongo. Zur Geschichte der letzteren siehe Geschichte der Demokratischen Republik Kongo.